# Marcantonio Raimondi

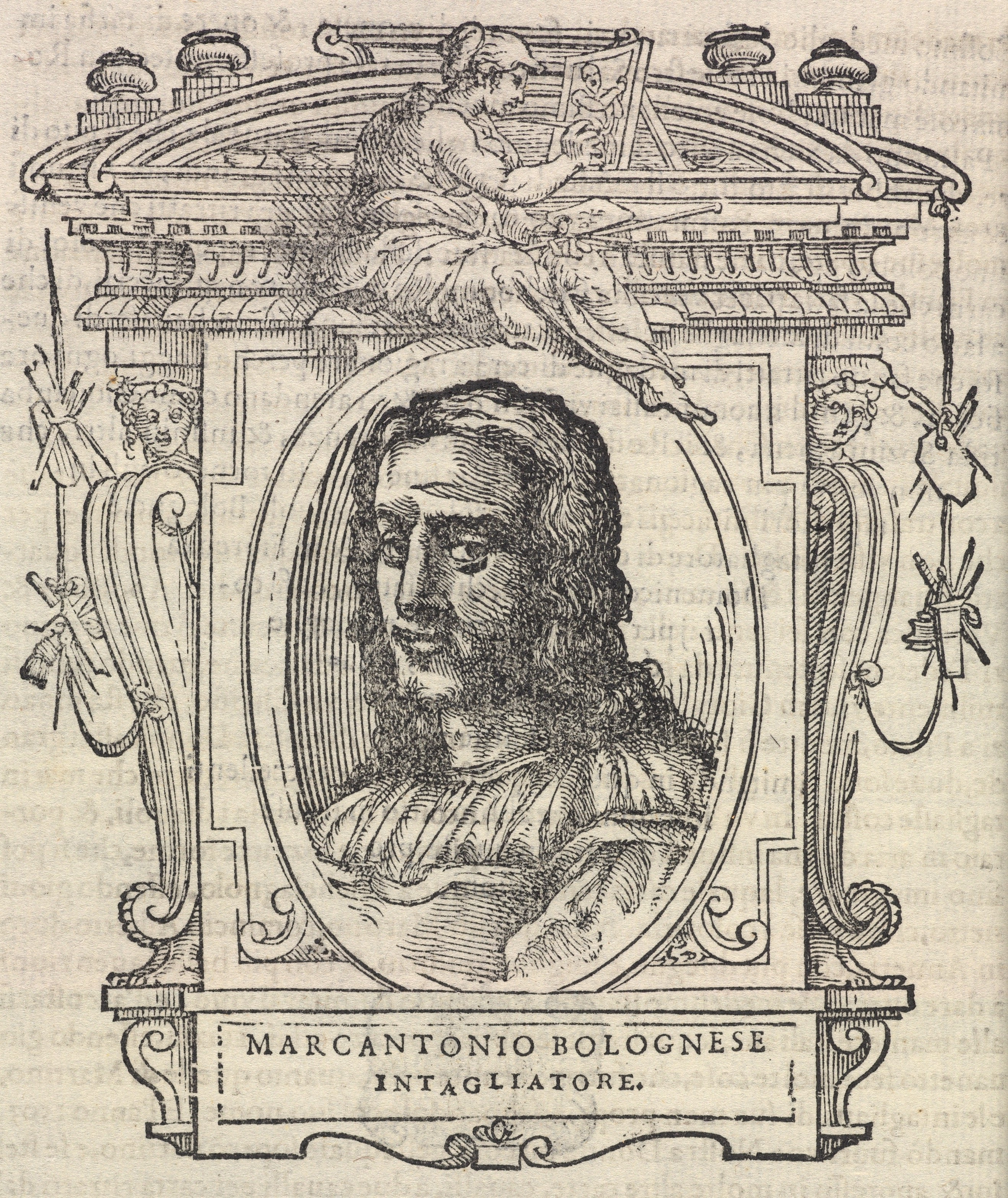
Ritratto di Marcantonio Raimondi,
dalle Vite del Vasari

Marcantonio Raimondi (Molinella, 1480 circa – Bologna, 1534) è stato un incisore italiano.

## Biografia
Vasari lo dice nato nella frazione di Sant'Andrea in Argine; cominciò la sua attività come niellatore, ma il passaggio alle incisioni su rame mise in evidenza le doti e le capacità tecniche di notevole spessore che aveva.

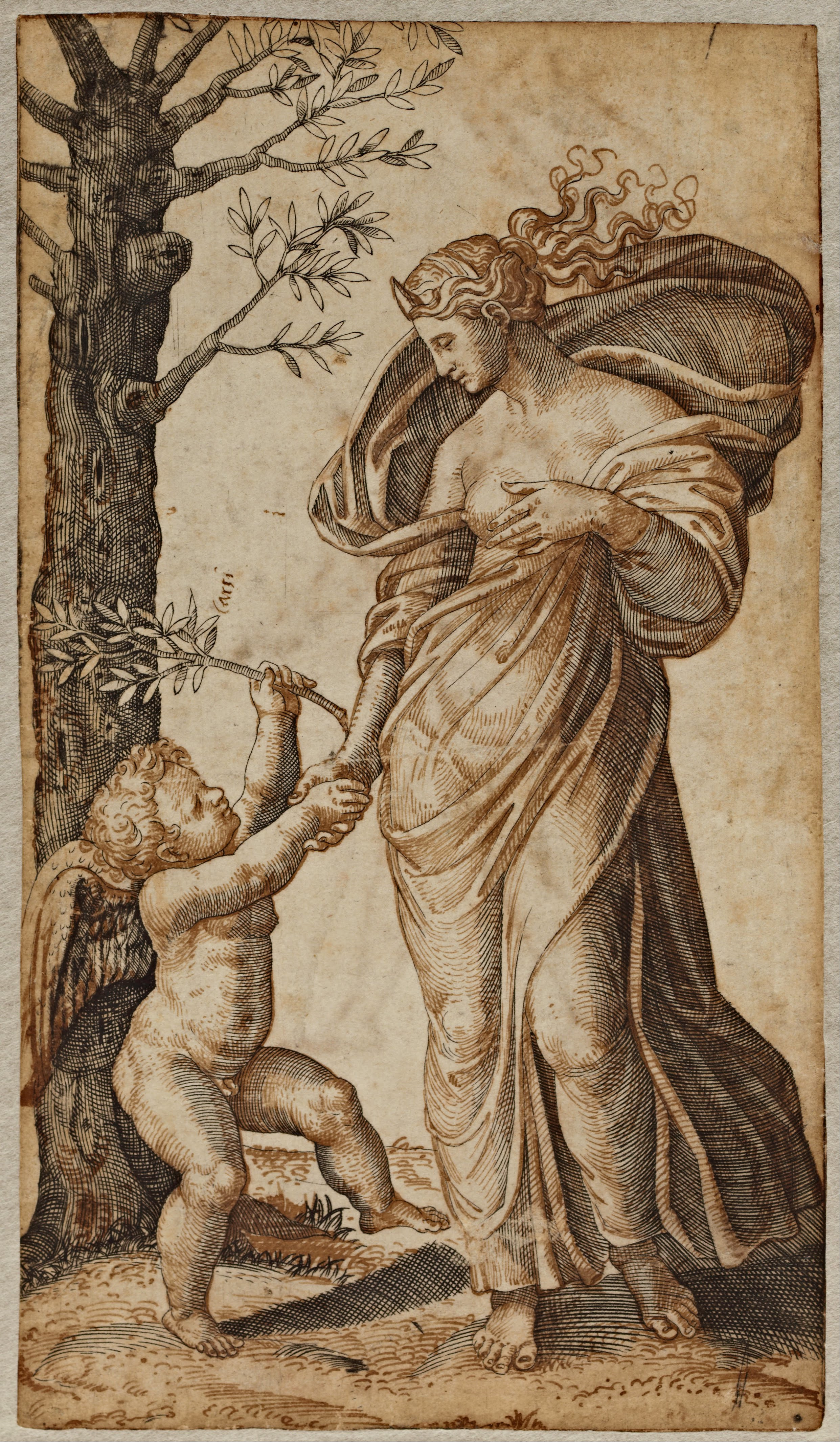
Riconciliazione di Minerva e Cupido

Le opere dei primi anni di attività, per la maggior parte ispirate alla mitologia, rivelano, nelle figure e nella composizione, la dominante influenza di Francesco Francia, nella cui bottega Raimondi si era formato, e, nel paesaggio, della grafica tedesca.
L'interesse per l'incisione tedesca, unitamente a motivi commerciali, lo spinse a tradurre su rame numerose xilografie di Albrecht Dürer. Recatosi nel 1510 a Roma vi risiedette fino al sacco del 1527, lavorando soprattutto su disegni di Raffaello Sanzio e, dopo la morte dell'urbinate, in collaborazione con Giulio Romano e Baccio Bandinelli. A causa di incisioni licenziose tratte da disegni di Giulio Romano finì per qualche tempo in carcere. Dopo il sacco si rifugiò quindi a Bologna.

## Attività di incisore

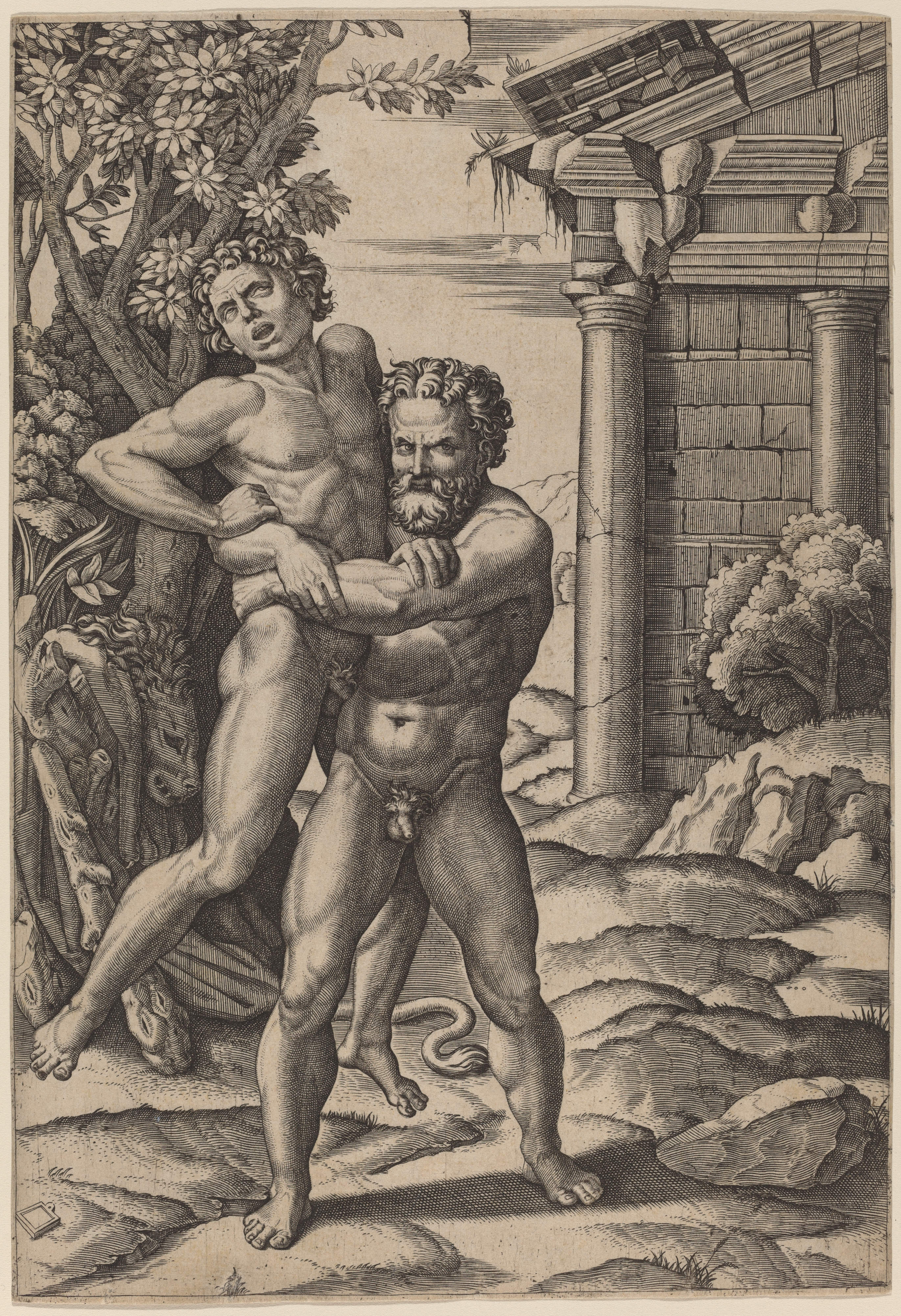
Ercole e Anteo

Raimondi è un importante e celebrato incisore italiano del Rinascimento. Il suo stile, che risente nei lavori giovanili dell'influsso della tecnica niellistica, ha la sua più alta espressione in opere come gli Arrampicatori o il Massacro degli innocenti, dei primi anni del soggiorno romano o immediatamente precedenti, caratterizzate da una sapiente organizzazione del segno bulinistico nella resa degli effetti tonali.
Va anche considerato come il primo incisore dedicatosi quasi esclusivamente alla riproduzione di opere di artisti famosi, inaugurando un genere di larga fortuna.
In tal senso rimane celebre la querelle con Albrecht Dürer, di cui riprodusse diciassette tavole della Vita della Vergine (gli originali erano forse stati acquistati a Venezia), e successivamente la Piccola passione.
Poiché le riproduzioni delle xilografie originali erano realizzate a bulino, erano addirittura più belle e dal tratto maggiormente definito, con l'imitazione di quasi tutti i solchi tracciati (salve impercettibili differenze, talvolta intese come migliorie, specie nel volto della Madonna). Vasari racconta che Dürer, vedendole, chiese alla Repubblica di Venezia che venisse impedita la copia; ottenne solamente il divieto di riprodurre anche le sue famose iniziali AD.
Si riporta un brano delle Vite del Vasari, del 1568, che a tutt'oggi è la fonte di queste vicende: 
( Giorgio Vasari, VITA DI MARCANTONIO BOLOGNESE E D’ALTRI INTAGLIATORI DI STAMPE (PDF), in Le vite de' più eccellenti architetti, pittori, et scultori italiani, da Cimabue insino a' tempi nostri, parte terza (primo volume), 1568.)
Il famoso brano del Vasari è stato oggetto di numerosi studi, che hanno dimostrato come le tavole oggetto della discussione erano in realtà quelle della Vita della Vergine (ideate in precedenza alla "Piccola Passione"), e che hanno evidenziato come la copia di incisioni fosse una prassi non solo diffusa, ma assolutamente ordinaria, se non per la riproduzione della firma dell'autore, che per il caso di Dürer rappresentava un marchio di fabbrica che aumentava il valore dell'opera già per i collezionisti del sedicesimo secolo.
Tra i suoi allievi vi fu Marco Dente, Agostino Veneziano e forse Giorgio Reverdino.
Tra le sue opere più celebri vi è la Strage degli innocenti, che consiste in una stampa a bulino.